# 秦郡 (北朝)
秦郡，中国古代南北朝时代的郡。
西魏恭帝三年（556年），改宁夷郡置秦郡，属雍州。治所在宁夷县（今陕西礼泉县东北十里）。辖境相当今陕西礼泉县大部分地。北周武帝建德二年（573年）废秦郡，地入咸阳郡。 